# Capital (departamento de San Juan)
Capital é um departamento da Argentina, localizado na
província de San Juan.